# Terra Nova (collection)
Pour les articles homonymes, voir Terra Nova.
Terra Nova est une collection de romans de science-fiction pour la jeunesse allemande de la maison d'édition Moewig.

## Publication
Les livres sortaient chaque semaine du 17 mai 1968 au 20 août 1971 jusqu'à ce qu'elle soit remplacée par la collection Terra Astra. La collection a atteint les 190 numéros.
Les ouvrages coûtaient au début 0,80 DM (jusqu'au numéro 42), ensuite, 0,90 DM (jusqu'au numéro 120) et finalement, le prix a été augmenté à 1,00 DM.